# Ивановская народная хоровая капелла текстильщиков
Ивановская народная хоровая капелла текстильщиков (Ивановский академический хор текстильщиков) — любительский хоровой коллектив, один из творческих коллективов г.Иваново, Лауреат Первого всесоюзного фестиваля самодеятельного творчества трудящихся, Всесоюзных смотров художественной самодеятельности, международных конкурсов хоровых коллективов.

## Начало

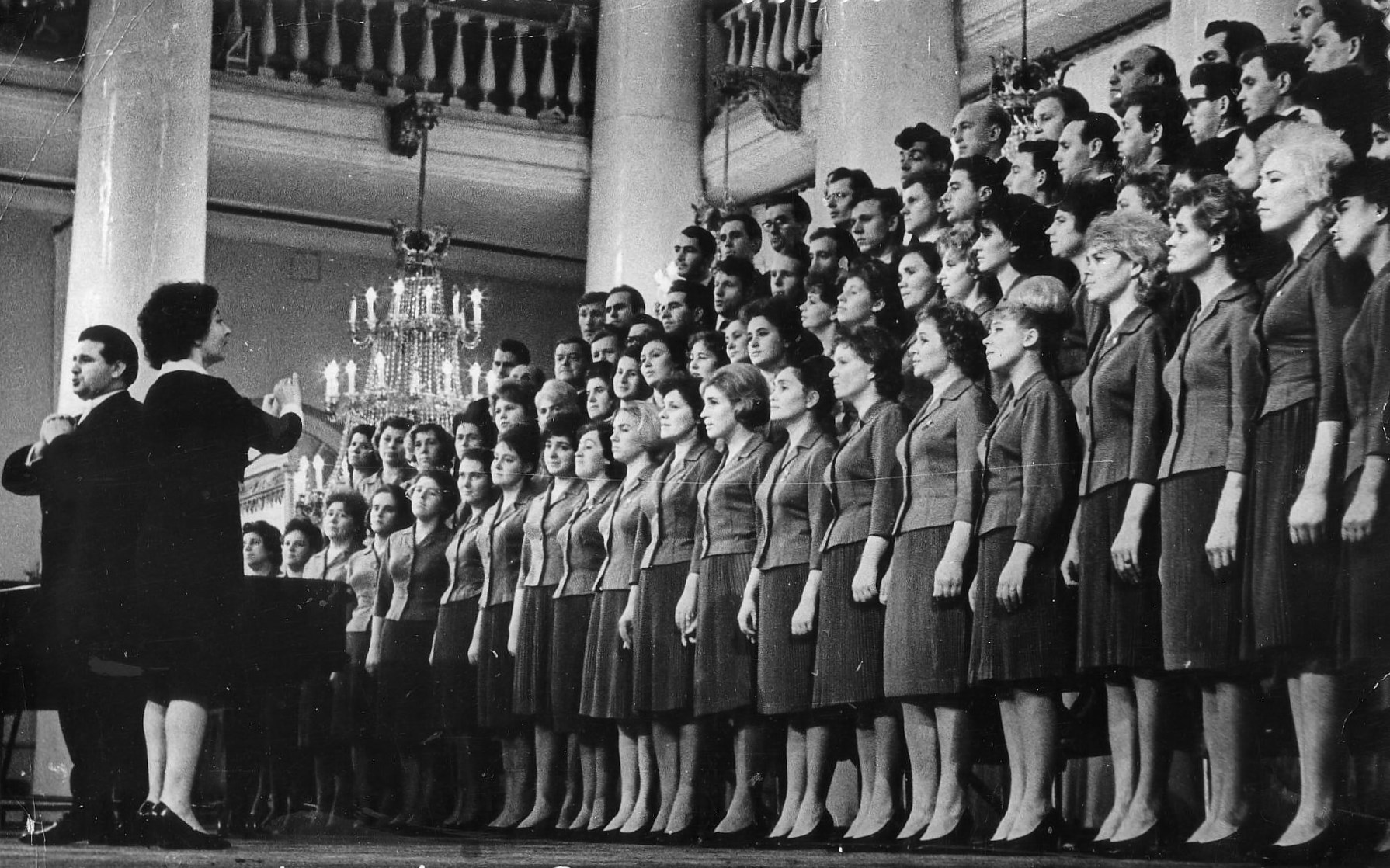
Ивановский хор текстильщиков в Доме Союзов 5 декабря 1965 года

Хор был образован в 1959 году выпускницей Московской консерватории хормейстером Изабеллой Ивановой вскоре после её приезда в Иваново.
Идею Изабеллы Ивановой создать хор поддержал Областной совет профсоюзов, который через некоторое время после создания коллектива предоставил помещение для репетиций на площади Ленина.
Хор исполнял академические хоровые произведения, а в его составе пели рабочие и инженерно-технические работники заводов и фабрик Иванова, который в советское время называли «Текстильным краем».
Популярность коллектива быстро росла, прежде всего благодаря профессионализму, темпераменту и мастерству руководителя, Изабеллы Ивановой, которая к тому же обладала талантом пробудить в простых и в большинстве своём не особенно искушённых в музыке ивановцах любовь к академическому музыкальному искусству.
Участники хора с удовольствием занимались на репетициях и своими рассказами заинтересовывали коллег, друзей, знакомых. Очень скоро коллектив насчитывал сотню человек, и поступить в него уже можно было только пройдя довольной строгий конкурс.
В коллектив приходили люди, не знакомые с музыкальной грамотой и теорией. Необходимо было научить их петь по нотам, а для этого требовалась регулярная кропотливая работа на репетициях. Руководитель хора выдавала всем певцам хоровые партии, и новички следили за партитурой во время исполнения, пробегая глазами по нотам. Постепенно они постигали нотную грамоту и начинали воспринимать партии уже с учётом приобретенных знаний о нотах.

## Репертуар
Репертуар хора включал самые разные произведения: от народных песен до сцен и хоров из опер (Модеста Мусоргского, Николая Римского-Корсакова, Антона Рубинштейна, Бедржиха Сметаны, Жоржа Бизе), а также песни русских и советских композиторов (Александры Пахмутовой, Анатолия Новикова, Вано Мурадели, Виссариона Шебалина, Виктора Калинникова), в том числе и ивановских авторов (С. Охомуша, В. Рогова, А. Шкалябина, А. Капралова, П. Коростынского и других). Теплотой и лиризмом проникнуто исполнение Хором текстильщиков «Песни об Иванове» (музыка С. Охомуша, слова А. Крючковского), произведения, которое во второй половине XX века стало неофициальным гимном Иванова.
Со второй половины 1980-х годов в репертуаре появились произведения старинной церковной музыки XIII—XIX веков.
Со конца 1950-х и до начала 1990-х годов ни один праздничный концерт в Иванове не проходил без участия Хора текстильщиков. На крупных праздниках Хор участвовал в составе больших сводных хоров, где одновременно пели до 500 человек. Неоднократно проходили выступления с симфоническими оркестрами.
Хор выступал во всех районах Ивановской области, побывал на гастролях в Москве, Владимире, Ярославле, Горьком, Костроме.
За первые 20 лет своего существования хор дал более 800 концертов, выступал на Всесоюзном радио и Центральном телевидении.
В 1963 году хор выступал в Кремлёвском дворце съездов.

## Руководитель

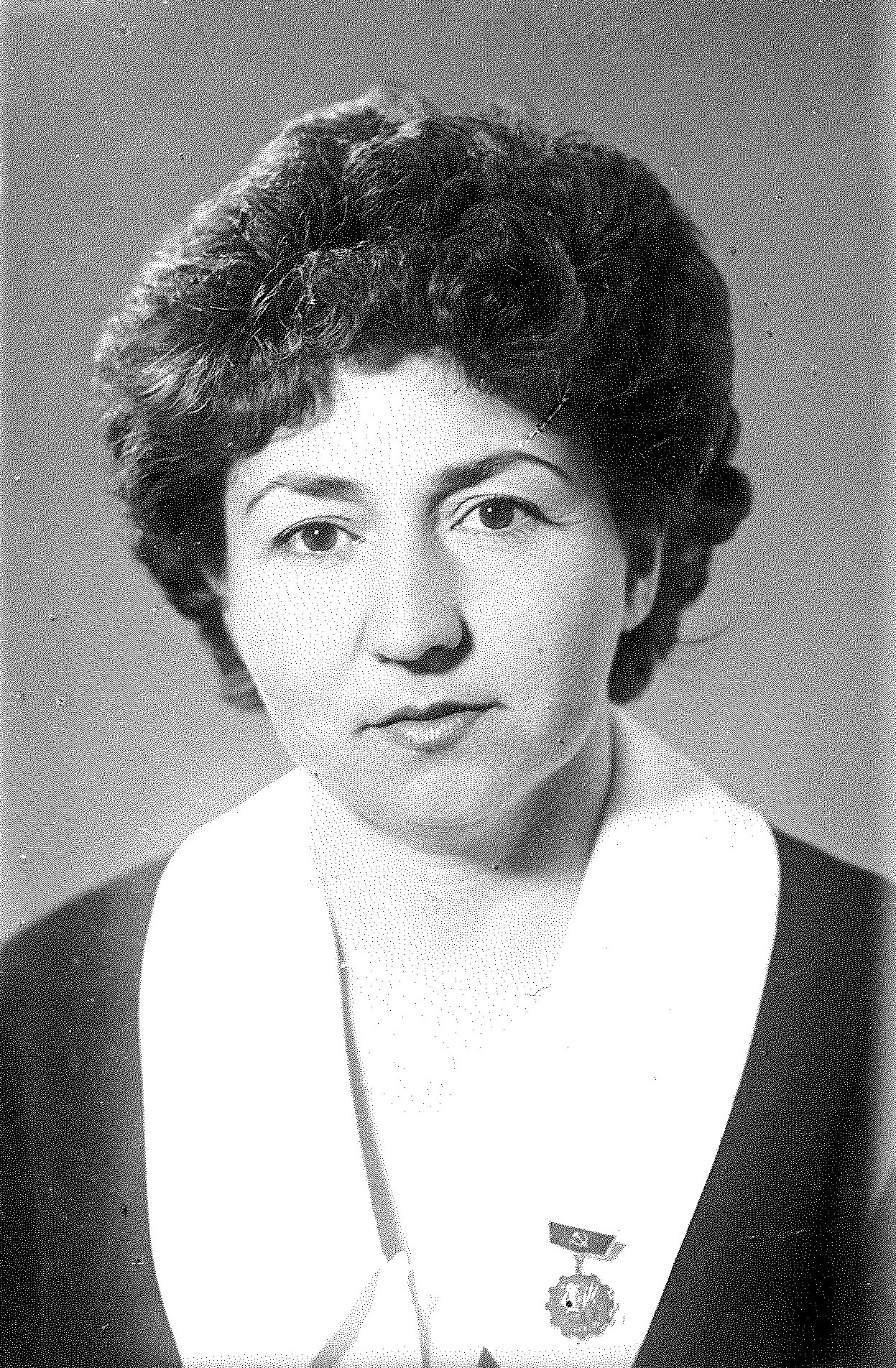
Изабелла Иванова в 1966 г.

Душой и художественным руководителем хора была Изабелла Николаевна Иванова, вдохновенный и темпераментный музыкант, к тому времени уже опытный хормейстер. В 1954 г. И. Н. Иванова с отличием окончила Московскую Ордена Ленина государственную консерватории имени П. И. Чайковского по классу дирижирования профессора В. П. Мухина. Работая в хоре, она вскоре поняла, что мало знать свою специальность, при работе в самодеятельном коллективе все держится на взаимном уважении. Здесь нужен не только авторитет и талант руководителя, но, прежде всего, человечность, личное обаяние. Сочетание профессионального мастерства и человеческих качеств сделали Изабеллу Николаевну тем центром притяжения, вокруг которого деятельно и старательно работал большой коллектив.

## Народная капелла и зарубежные гастроли
В 1974 году в г. Иваново был построен Дворец культуры и техники текстильщиков, который взял Хор на баланс и предоставил Хору свои помещения для репетиций, а Академический Хор текстильщиков был переименован в Народную хоровую капеллу Дворца текстильщиков (или коротко: хоровую капеллу текстильщиков).
В апреле 1975 г. состоялась поездка в Польшу, где коллектив участвовал в Днях советской культуры. Капелла выступала в Варшаве, Лодзи (городе-побратиме Иваново), Люблине, Кельце, Жешуве и других городах. Специально для этой поездки разучили Полонез Огинского на польском языке, исполняли его всегда на «бис», польская публика реагировала восторженно.
В мае 1976 года капелла участвовала в фестивале рабочих хоров в Венгрии, посвящённом памяти Шандора Вандора, известного композитора и хормейстера, погибшего от рук фашистов. Гостями фестиваля были семь зарубежных коллективов: хоры из Чехословакии, Румынии, Югославии, ГДР, Польши, Болгарии. Советский Союз представляла Ивановская капелла.
Это были годы расцвета творчества ивановской хоровой капеллы.

## Окончание деятельности и последние выступления
В 1989 г. хор отметил своё 30-летие большим юбилейным концертом, собрав огромное количество публики. Однако в начале 90-х гг текстильная промышленность г. Иваново пришла в упадок, большинство текстильных предприятий обанкротились.
В этой ситуации Дворец текстильщиков больше не имел возможности поддерживать хор и деятельность коллектива прекратилась к величайшему сожалению его участников и многочисленных поклонников и почитателей.
29 апреля 1999 г. хор ещё раз собрался в полном составе для выступления на праздничном концерте в честь 70-летнем юбилее своего основателя и бессменного руководителя Изабеллы Николаевны Ивановой.
Концерт проходил в переполненном Центре культуры и отдыха Ивтекс (бывшем Дворце культуры текстильщиков) и выступление хора было встречено бурными и долго не прекращавшимися овациями ивановцев.
Последнее выступление участников хора состоялось 27 апреля 2007 г. в ивановском Доме культуры ВОС и было посвящено памяти И. Н. Ивановой (1929—2006).

## Значение творчества
В течение всей своей тридцатилетней истории творчество коллектива оказывало большое культурно-просветительское и воспитательное влияние на жителей г. Иваново, ивановской и прилегающих областей.
Благодаря деятельности Хора огромное количество простых людей, жителей областного города Центрального нечерноземья, приобщались к музыкальной классике, к культуре самой высокой пробы. Приобщались, участвуя в деятельности хора, или посещая его концерты.
Коллектив всегда имел многочисленную и преданную аудиторию. В своей поздравительной телеграмме, направленной коллективу по случаю 20-летия Хора, народный артист СССР, председатель Всероссийского хорового общества профессор В. Г. Соколов назвал капеллу «пропагандистом песни».

## Дискография
- «Участники художественной самодеятельности г. Иванова и Ивановской области», Фирма «Мелодия», винил, моно, Д 20457-58, 1967 г.
- «Академический хор текстильщиков г. Иваново, худ. руководитель И. Иванова», Фирма «Мелодия», винил, моно, 33Д 24125,1969 г.